# Španělsko na Letních olympijských hrách 1972
Španělsko se účastnilo Letní olympiády 1972 v německém Mnichově. Zastupovalo ho 123 sportovců (118 mužů a 5 žen) v 17 sportech.

## Medailisté
| Medaile | Jméno             | Sport | Soutěž                        |
| ------- | ----------------- | ----- | ----------------------------- |
| Bronz   | Enrique Rodríguez | Box   | Muži váha lehká muší do 49 kg |